# Tour du Caire
La tour du Caire (en égyptien, el-Borg, la tour), représentant un tressage en osier et dont le sommet symbolise une fleur de lotus, est située sur l'île de Gezira dans le quartier résidentiel de Zamalek au Caire.

## Description
Cette tour, construite par l'architecte Naoum Shebib, de 187 mètres de haut et quatorze mètres de diamètre, est recouverte de mosaïques. Elle fut achevée en 1961.
Au sommet, une salle de restaurant rotative, qui effectue le tour complet en vingt minutes, permet une vue panoramique vers tous les horizons du Caire. On aperçoit ainsi :
- à l'ouest de l'autre côté du pont du 6 Octobre sur le Nil, le musée égyptien (photo ci-dessous) ;
- à l'opposé, — si la brume de pollution le permet —, les pyramides sur le plateau de Gizeh ;
- au pied nord de la tour, le Gezira Sporting Club, avec piscines, courts de tennis, et terrain de football ;
- à environ 300 mètres au sud de l'île, les bâtiments de l'Opéra du Caire, construit en 1988 avec un financement du Japon, et inauguré en 1993.

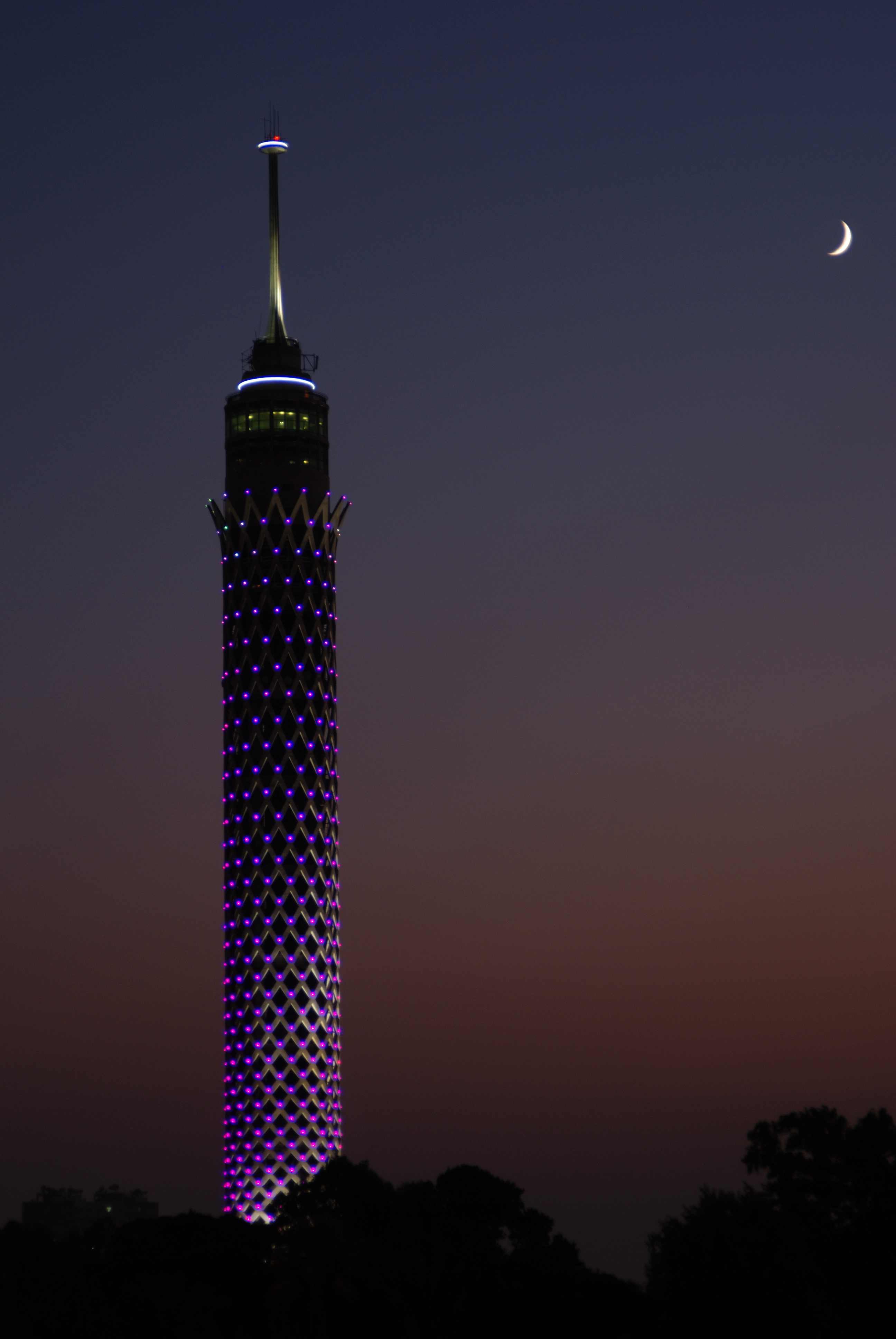
Tour du Caire de nuit (2008)
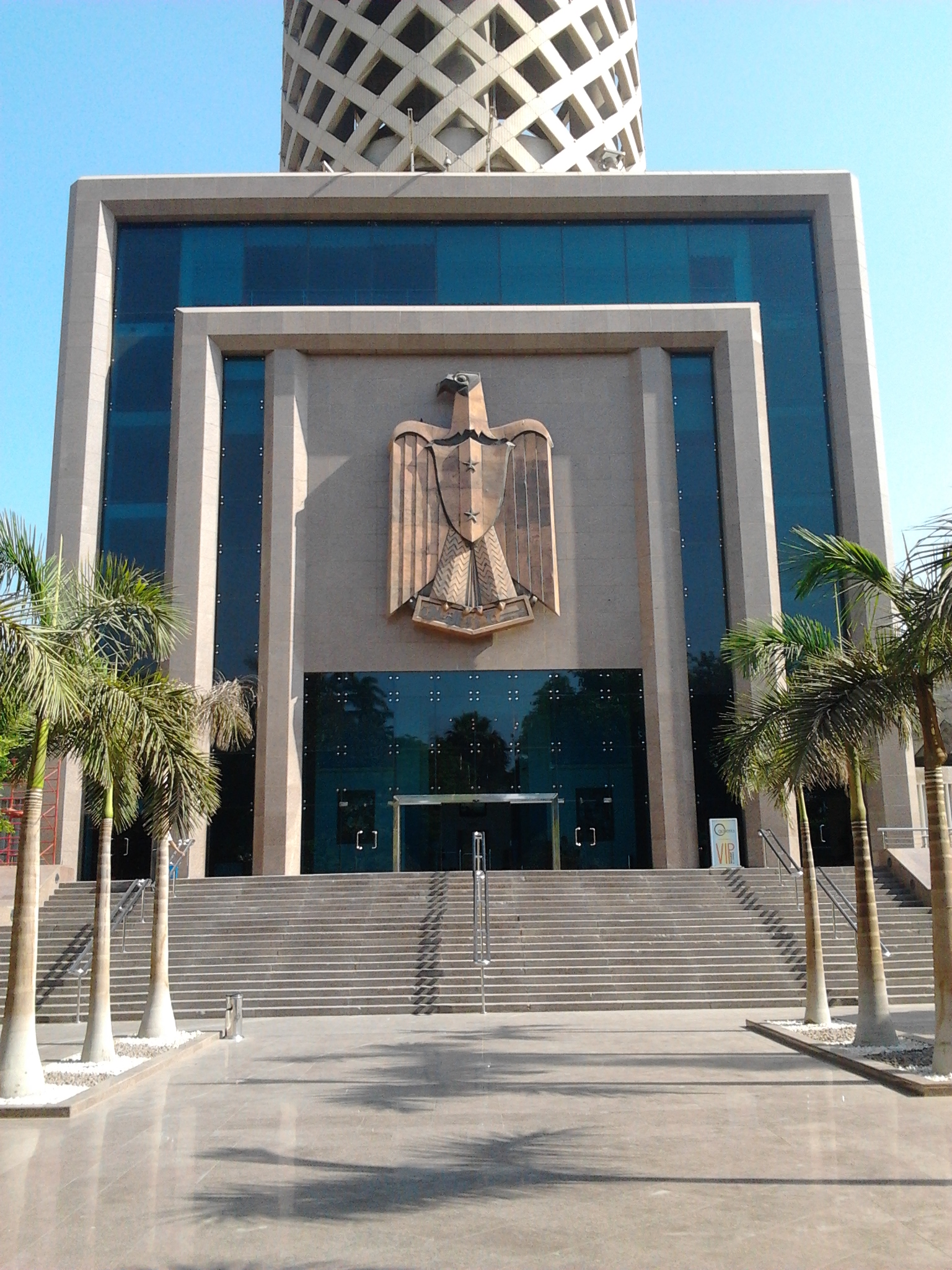
Entrée de la Tour du Caire
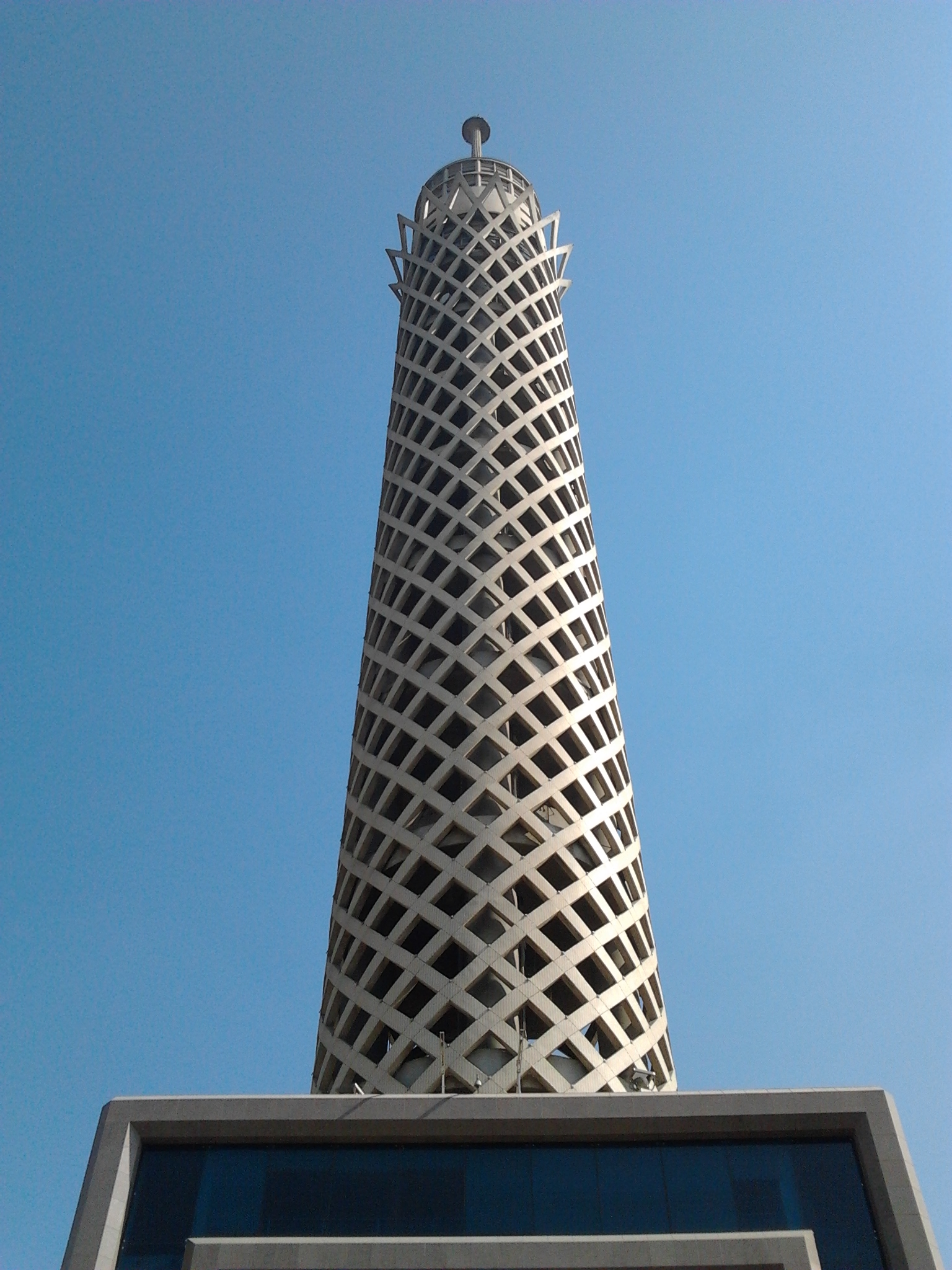
Vue de la Tour du Caire en contre-plongée
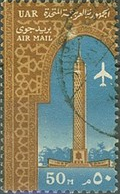
Elle figure sur un timbre des années 1960 de la poste aérienne égyptienne
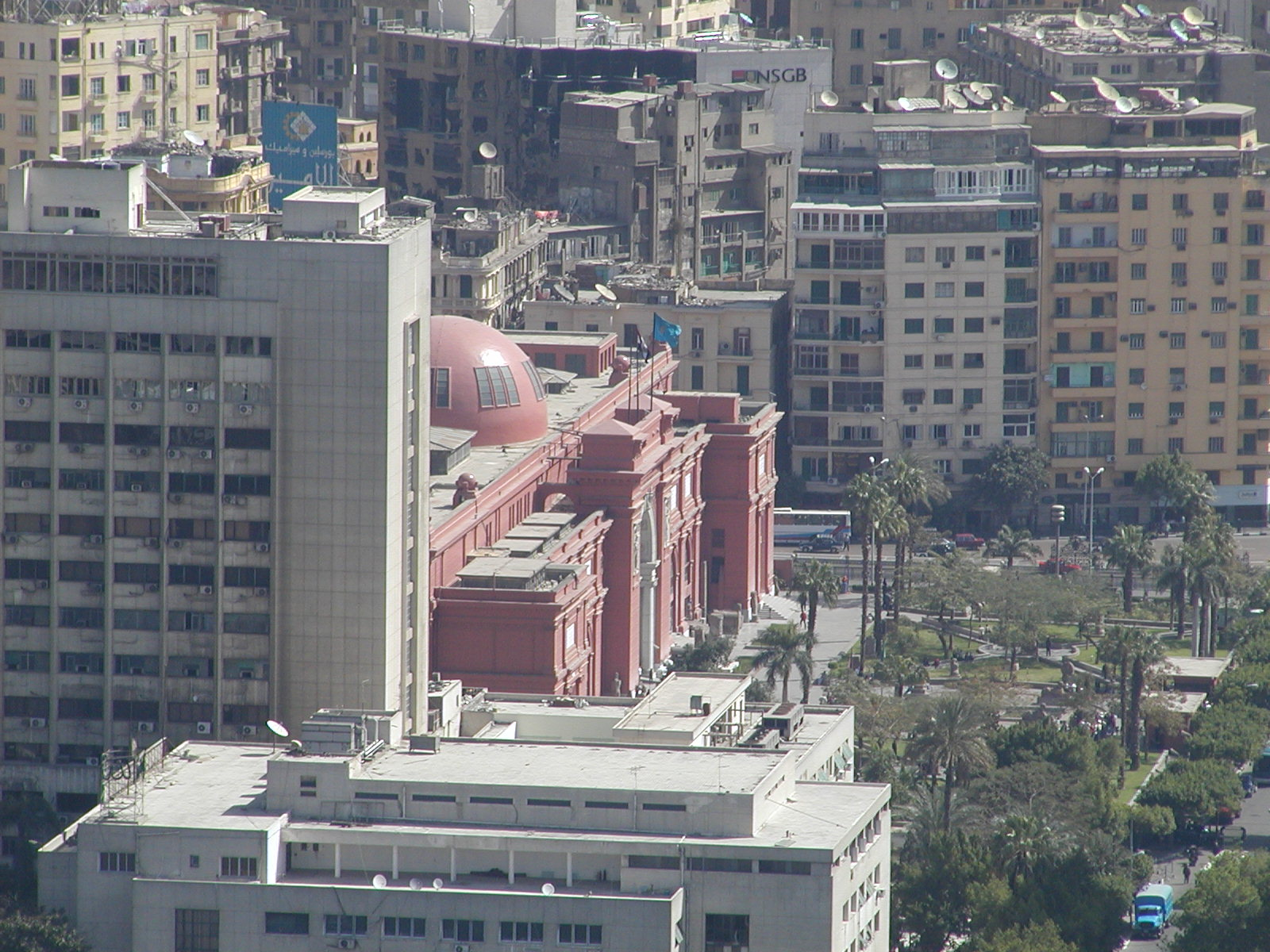
Le musée égyptien vu depuis la tour du Caire